# トワイライト・イブ
「トワイライト・イブ」は、伊藤元昭のシングルで、2017年11月22日にクラウン徳間ミュージック（現在は日本クラウンと徳間ジャパンコミュニケーションズが承継）より発売された。

## 概要
- 日本の実業家、俳優、歌手である伊藤元昭のメジャーリリースCD。2017年11月22日にクラウン徳間ミュージックより発売された。
- 湯本浩昭プロデュース、長勢茂三 作詞・作曲。
- 編曲 HΛL
- 2021年12月9日、初音ミクの歌声による リバイバルとして、Apple Music、Amazon、レコチョク他、音楽配信サイト30社より配信リリース。渋谷クロスFM「ALICE矢沢透の飲食応援団! ～美味しいものを食べに行こう～」の挿入歌として起用された。
- 2021年12月、初音ミクの歌声による リバイバルバージョンのMUSIC VIDEOがYouTubeにて公開された。主演は、緑川ちひろと河本立徳。統括プロデュースを湯本浩昭が務め、SHUN RocketDiveが撮影・監督を手掛けた。[3]